# Comté de Rich
Pour les articles homonymes, voir Rich.
Le comté de Rich est l’un des vingt-neuf comtés de l’État d’Utah, aux États-Unis.
Son siège est Randolph, plus grande ville du comté. Le comté porte le nom d’un apôtre de l’Église de Jésus-Christ des saints des derniers jours, Charles C. Rich (1809-1883). Il a été créé en 1868 à partir d’une fraction du comté de Cache. Il s’est d’abord appelé comté de Richland.
Il s'agit de l'un des comtés les plus conservateurs des États-Unis.

## Comtés adjacents
|                                            | Comté de Bear Lake, Idaho | Comté de Lincoln, Wyoming |
| Comté de Cache, Utah                       | Comté de Rich             |                           |
| Comté de Weber, Utah Comté de Morgan, Utah | Comté de Summit, Utah     | Comté de Uinta, Wyoming   |